# Anchor Point (Alaska)
Anchor Point és una concentració de població designada pel cens dels Estats Units a l'estat d'Alaska. Segons el cens del 2000 tenia 1.845 habitants.

## Demografia
Segons el cens del 2000, Anchor Point tenia 1.845 habitants, 711 habitatges, i 467 famílies La densitat de població era de 7,8 habitants/km².
Dels 711 habitatges en un 35,6% hi vivien nens de menys de 18 anys, en un 54,3% hi vivien parelles casades, en un 6,5% dones solteres, i en un 34,3% no eren unitats familiars. En el 25,6% dels habitatges hi vivien persones soles el 4,5% de les quals corresponia a persones de 65 anys o més que vivien soles. El nombre mitjà de persones vivint en cada habitatge era de 2,59 i el nombre mitjà de persones que vivien en cada família era de 3,19.
Per edats la població es repartia de la següent manera: un 29,3% tenia menys de 18 anys, un 7,1% entre 18 i 24, un 25,4% entre 25 i 44, un 31,3% de 45 a 60 i un 7% 65 anys o més.
L'edat mediana era de 39 anys. Per cada 100 dones hi havia 115,3 homes. Per cada 100 dones de 18 o més anys hi havia 113,2 homes.
La renda mediana per habitatge era de 41.094 $ i la renda mediana per família de 49.821 $. Els homes tenien una renda mediana de 39.688 $ mentre que les dones 26.731 $. La renda per capita de la població era de 18.668 $. Aproximadament el 8,2% de les famílies i l'11,9% de la població estaven per davall del llindar de pobresa.

## Poblacions més properes
El següent diagrama mostra les poblacions més properes.